# Классическая филология
Класси́ческая филоло́гия — комплекс филологических наук о литературном наследии Древней Греции и Древнего Рима. Непосредственный предмет изучения классической филологии — классические языки, древнегреческий и латинский, а также всё, что на них написано: сочинения древних поэтов, писателей, философов, историков, политиков, юристов, учёных и т. д. Существует мнение, что целью классической филологии является постижение греко-римской Античности через изучение древнегреческих и латинских текстов.
«Классическая филология как способ взаимодействия с античным наследием возникла в ходе борьбы итальянских гуманистов за центральное место в системе университетского образования для своих предметов. Филологическая окраска этой борьбы предопределялась удельным весом в наследии древности письменных памятников, изучение которых призвано было стать важнейшим двигателем возрождения Рима в противовес существующему порядку вещей», — отмечает профессор А. А. Россиус.
Поставивший так называемый гомеровский вопрос видный немецкий филолог Фридрих Август Вольф («Пролегомены к Гомеру», 1795) тем самым обусловил переход от классической филологии как изучения греческих и римских источников, нацеленного главным образом на сохранение, толкование и передачу текстов — по новому подходу к «Илиаде» и «Одиссее» она представляется как исследование более широкое по охвату и более историческое по направленности и превращается в изучение миров греческой и римской античности — в «науку о древности» (Altertumswissenschaft).
Как отмечает профессор Э. Д. Фролов, «естественным традиционным основанием для реконструкции важнейших этапов и явлений античной истории служит совокупная литературная традиция древних».
Среди известных российских филологов-классиков — Ф. Ф. Зелинский, С. И. Соболевский, М. М. Покровский, А. И. Доватур, Я. М. Боровский, А. И. Зайцев, В. Н. Ярхо, С. С. Аверинцев, М. Л. Гаспаров, А. В. Лебедев, Н. Н. Казанский, А. В. Подосинов, А. В. Белоусов, А. И. Солопов